# Аболиционизам
Аболиционизам је био покрет за укидање трговине робљем и за еманципацију робова у Европи и Америци. Потом, аболиционизам представља и покрет за укидање смртне казне који је настао под утицајем италијанског реформатора Бекарије. У савременом значењу, аболиционизам је идеја или покрет за укидање било којих облика кажњавања којима се повређују основна људска права.
Британски аболиционистички покрет почео је крајем 18. века када су енглески и амерички квекери почели да доводе у питање моралност ропства. Џејмс Оглторп био је међу првима који је артикулисао просветитељски став против ропства, забранио га у провинцији Џорџија из хуманитарних разлога, и водио расправе против ропства у Парламенту, и на крају охрабрио своје пријатеље Гранвила Шарпа и Хану Мор да енергично подрже ову кампању. Убрзо након Оглторпове смрти 1785, Шарп и Мор су се ујединили са Вилијамом Вилберфорсом и другима у формирању Клафамске секте.
Године 1787, у Лондону је основано Друштво за укидање трговине робљем. Револуционарна Француска укинула је ропство у свом царству 1794. године, иако га је 1802. обновио Наполеон у склопу програма за осигурање суверенитета над својим колонијама. Хаити (тадашњи Сент-Доминик) формално су прогласили независност од Француске 1804. године и постали су прва суверена нација на западној хемисфери која је безусловно укинула ропство у модерној ери. Све северне државе у Сједињеним Државама укинуле су ропство до 1804. Уједињено Краљевство (тада укључујући Ирску) и Сједињене Државе забраниле су међународну трговину робљем 1807. године, након чега је Британија предузела напоре да блокира бродове с робовима. Британија је укинула ропство у свом царству Законом о укидању ропства 1833 (са значајним изузетком Индије), француске колоније су га поново укинуле 1848, а САД су укинуле ропство 1865. године путем Тринаестог амандмана на Устав САД. Године 1888, Бразил је постао последња држава у Америци која је укинула ропство.
У источној Европи, групе су се организовале ради укидања поробљавања Рома у Влашкој и Молдавији, и ради еманципације кметова у Русији. Ропство је проглашено илегалним 1948. године према Универзалној декларацији о људским правима. Мауританија је била последња држава која је укинула ропство, председничким указом 1981. Данас су ропство деце и одраслих и присилни рад незаконити у готово свим земљама, те су противни међународном праву, али трговина људима ради рада и сексуалног ропства и даље погађа десетине милиона одраслих и деце.

## Француска
Луј X, краљ Француске, објавио је 1315. године декрет којим се проглашава да „Француска представља слободу” и да сваки роб који ступи на француско тло треба да буде ослобођен. То је навело касније владе да ограниче ропство у прекоморским колонијама.
Забележени су неки случајеви афричких робова који су ослобођени ступајући на француско тло, попут примера норманског трговца робљем који је покушао да прода робове у Бордоу 1571. Он је ухапшен је и његови робови су ослобођени према декларацији власти Гајене које је навеле да је ропство у Француској било недопустиво, мада је погрешно схватање да у Француској „није било робова“; хиљаде афричких робова било је присутно у Француској током осамнаестог века. Рођен у ропству у Сен Доминику, Томас-Александар Дума постао је слободан када га је отац довео у Француску 1776.

### и доба просветитељства
Као и у другим колонијама Новог света, Французи су се ослањали на атлантску трговину робљем за своје плантаже шећерне трске у својим карипским колонијама, Француској Западној Индији. Осим тога, француски колонисти у Луизијани у Северној Америци држали су робове, посебно на југу око Њу Орлеанса, где су основали плантаже шећерне трске.
Code Noir Луја XIV регулисао је трговину робљем и установе у колонијама. То је робовима дало права без премца. Правилник је укључивало право на брак, јавно окупљање или слободне недеље. Иако је Црни код одобрио и кодификовао окрутне телесне казне против робова под одређеним условима, њиме је било забрањено власницима робова да их муче или раздвајају породице. Такође се захтевало да поробљени Африканци добију поуку о католичкој вери, имплицирајући да су Африканци људска бића обдарена душом, што је чињеница коју француски закон до тада није признавао. Ово је резултирало далеко већим процентом црнаца на слободи 1830. године (13,2% у Луизијани у поређењу са 0,8% у Мисисипију). Они су у просеку били веома писмени, а значајан број њих су били власници предузећа, имања, па чак и робова. Други слободни обојени људи, попут Жилијена Рејмоа, говорили су против ропства.